# Coregonus macrophthalmus
Coregonus macrophthalmus is een straalvinnige vissensoort uit de familie van de zalmen (Salmonidae) en de onderfamilie houtingen. De wetenschappelijke naam van de soort is voor het eerst geldig gepubliceerd in 1882 door Otto Nüsslin. Het is een endemische vissoort van het Bodenmeer (of Meer van Konstanz) dat ligt op de grens van Duitsland, Zwitserland en Oostenrijk. De vis wordt daar ook wel Gangfisch genoemd.

## Kenmerken
De vis kan maximaal 30 cm lang worden en onderscheidt zich van andere houtingsoorten in het Bodenmeer door de bruine kleur op de rug (alleen 's winters een betrouwbaar kenmerk), geelwit tot roodachtige vinnen en 31 tot 49 kieuwboogaanhangsels.

## Verspreiding en leefgebied
De vis komt talrijk voor in het Meer van Konstanz. De vis houdt zich op in de oeverzone in ondiep water, maar niet aan de oppervlakte en ook niet uitsluitend bij de waterbodem. De vis paait in de maanden november en december. De vis is uitgezet in wateren van het stroomgebied van de Po in Italië.

## Status
De vangst op deze vis is goed gereguleerd, om deze reden staat deze soort als niet bedreigd op de Rode Lijst van de IUCN.